# 福岡市立弥生小学校
福岡市立弥生小学校（ふくおかしりつ やよいしょうがっこう）は、福岡県福岡市博多区那珂四丁目にある公立小学校。

## 沿革
- 1985年（昭和61年）（現在39年目） - 福岡市立板付北小学校、福岡市立那珂小学校より分離し開校

## 通学区域
博多区の以下の地区。
- 板付3丁目（一部）
- 諸岡1丁目（一部）
- 那珂4,5丁目
- 東那珂3丁目

博多区中央部の御笠川左岸から諸岡川両岸部にわたる一帯を校区とする。筑紫通り沿いの那珂5丁目・諸岡1丁目に事業所が多く、その他の地区は概ね住宅地である。
中学校は那珂中学校の校区となる。

### 校区内の主な施設
- 御笠川浄化センター
- 淡水幼稚園
- たんすい保育園
- ららぽーと福岡

### 校区が隣接する小学校
- 福岡市立那珂小学校
- 福岡市立月隈小学校
- 福岡市立板付北小学校
- 福岡市立宮竹小学校

## 校歌
- 作詞：相薗晋一
- 作曲：松田久次